# Dyskografia Ricka Rossa
Dyskografia amerykańskiego rapera Ricka Rossa zawiera cztery studyjne nagrania, jedną kompilację, dziewięć singli oraz listę teledysków. Trzykrotnie swoimi albumami zdobywał pierwsze miejsce na liście Billboard 200.

## Albumy

### Studyjne
| 2006                           | Port of Miami - Wydany: 8 sierpnia, 2006 - Wytwórnia: Slip-n-Slide/Def Jam               | 1 | 1 | 1 | –  | - US: Złoto |
| 2008                           | Trilla - Wydany: 11 marca, 2008 - Wytwórnia: Slip-n-Slide/Poe Boy/Def Jam                | 1 | 1 | 1 | 14 | - US: Złoto |
| 2009                           | Deeper Than Rap - Wydany: 21 kwietnia, 2009 - Wytwórnia: Maybach/Poe Boy/Def Jam         | 1 | 1 | 1 | 23 |             |
| 2010                           | Teflon Don - Wydany: 20 lipca, 2010 - Wytwórnia: Maybach/Poe Boy/Def Jam                 | 2 | 2 | 2 | 17 | - US: Złoto |
| 2012                           | God Forgives, I Don’t - Wydany: 31 lipca, 2012 - Wytwórnia: Maybach/Slip-n-Slide/Def Jam | 1 | 1 | 1 | 1  | - US: Złoto |
| 2014                           | Mastermind - Planowany: 4 marca, 2014 - Wytwórnia: Maybach/Poe Boy/Def Jam               | 1 | 1 | 1 | 5  |             |
| 2014                           | Hood Billionaire - Planowany: 24 listopada, 2014 - Wytwórnia: Maybach/Poe Boy/Def Jam    | 6 | 2 | 2 | –  |             |
| "–" pozycja nie była notowana. |                                                                                          |   |   |   |    |             |

### Kompilacje
| Rok  | Informacje                                                         | Pozycja | Pozycja | Pozycja |
| Rok  | Informacje                                                         | US      | US R&B  | US Rap  |
| ---- | ------------------------------------------------------------------ | ------- | ------- | ------- |
| 2007 | Rise to Power - Wydany: 18 września, 2007 - Wytwórnia: Suave House | 62      | 6       | 6       |

### Mixtape’y
| Tytuł                 | Album                                                                                 |
| --------------------- | ------------------------------------------------------------------------------------- |
| Ashes to Ashes        | - Wydany: 24 grudnia 2010 - Wytwórnia: Maybach/Def Jam - Format: Digital download     |
| Rich Forever          | - Wydany: 6 stycznia 2012 - Wytwórnia: Maybach/Def Jam - Format: Digital download     |
| The Black Bar Mitzvah | - Wydany: 8 października 2012 - Wytwórnia: Maybach/Def Jam - Format: Digital download |

### Ścieżka dźwiękowa
| Rok  | Informacje                                                                 | Pozycja | Pozycja  |
| Rok  | Informacje                                                                 | US R&B  | US Indie |
| ---- | -------------------------------------------------------------------------- | ------- | -------- |
| 2008 | M.I. Yayo: The Movie - Wydany: 25 marca, 2008 - Wytwórnia: Maybach Records | 31      | 35       |

## Single
| 2006                          | "Hustlin'"                                                    | 54  | 11 | 7  | 47 | Port of Miami   |
| 2006                          | "Push It"                                                     | 57  | 12 | 9  | 95 | Port of Miami   |
| 2007                          | "Speedin'" (featuring R. Kelly)                               | 121 | 53 | –  | –  | Trilla          |
| 2008                          | "The Boss" (featuring T-Pain)                                 | 17  | 5  | 2  | 53 | Trilla          |
| 2008                          | "Here I Am" (featuring Avery Storm & Nelly)                   | 41  | 9  | 5  | 86 | Trilla          |
| 2009                          | "Magnificent" (featuring John Legend)                         | 62  | 7  | 5  | –  | Deeper Than Rap |
| 2009                          | "Maybach Music 2" (featuring Kanye West, T-Pain, & Lil Wayne) | 92  | 54 | 21 | –  | Deeper Than Rap |
| 2010                          | "Super High" (featuring Ne-Yo)                                | 100 | 19 | 13 | –  | Teflon Don      |
| 2010                          | "B.M.F. (Blowin' Money Fast)" (featuring Styles P)            | 67  | 14 | 12 | –  | Teflon Don      |
| 2010                          | "Aston Martin Music" (featuring Drake & Chrisette Michele)    | 30  | 2  | 1  | –  | Teflon Don      |
| "–" pozycja nie była notowana |                                                               |     |    |    |    |                 |

### Inne notowane utwory
| 2008                          | "Maybach Music" (featuring Jay-Z)                             | –   | 113 | Trilla     |
| 2008                          | "Luxury Tax" (featuring Lil Wayne, Trick Daddy & Young Jeezy) | 103 | –   | Trilla     |
| 2010                          | "Live Fast, Die Young" (featuring Kanye West)                 | –   | 89  | Teflon Don |
| 2010                          | "MC Hammer" (featuring Gucci Mane)                            | –   | 78  | Teflon Don |
| "–" pozycja nie była notowana |                                                               |     |     |            |

### Wspólne single
| Rok  | Singiel                  | Album                |
| ---- | ------------------------ | -------------------- |
| 2009 | "Go" (z Triple C’s)      | Custom Cars & Cycles |
| 2010 | "Another One" (z Diddim) | Bugatti Boyz         |

### Gościnnie na singlach/utworach
| Rok  | Utwór | Pozycja | Pozycja  | Pozycja  | Album                             |
| Rok  | Utwór | U.S.    | U.S. R&B | U.S. Rap | Album                             |
| ---- | --- | ------- | -------- | -------- | --------------------------------- |
| 2002 | "Told Y'all" (Trina featuring Rick Ross)                                                                                            | —       | 64       | —        | Diamond Princess                  |
| 2006 | "Holla at Me" (DJ Khaled featuring Lil Wayne, Paul Wall, Fat Joe, Rick Ross & Pitbull)                                              | 59      | 24       | 15       | Listennn... the Album             |
| 2006 | "Born-n-Raised" (DJ Khaled featuring Trick Daddy, Pitbull & Rick Ross)                                                              | —       | 83       | —        | Listennn... the Album             |
| 2006 | "On Some Real Shit" (Daz Dillinger featuring Rick Ross)                                                                             | —       | 90       | —        | So So Gangsta                     |
| 2006 | "Chevy Ridin’ High" (Dre featuring Rick Ross)                                                                                       | —       | 54       | —        | The Trunk                         |
| 2006 | "Know What I'm Doin'" (Birdman & Lil Wayne featuring Rick Ross & T-Pain)                                                            | —       | 58       | 22       | Like Father, Like Son             |
| 2007 | "We Takin’ Over" (DJ Khaled featuring Akon, T.I., Rick Ross, Fat Joe, Birdman & Lil Wayne)                                          | 28      | 26       | 11       | We the Best (and bonus track)     |
| 2007 | "Brown Paper Bag" (DJ Khaled featuring Young Jeezy, Dre, Juelz Santana, Rick Ross, Lil Wayne & Fat Joe)                             | —       | —        | —        | We the Best (and bonus track)     |
| 2007 | "I’m So Hood" (DJ Khaled featuring T-Pain, Trick Daddy, Rick Ross & Plies)                                                          | 19      | 9        | 5        | We the Best (and bonus track)     |
| 2007 | "I’m So Hood (Remix)" (DJ Khaled featuring T-Pain, Young Jeezy, Ludacris, Fat Joe, Rick Ross, Big Boi, Busta Rhymes, and Lil Wayne) | 46      | —        | —        | We the Best (and bonus track)     |
| 2007 | "100 Million" (Birdman featuring Rick Ross, Dre, Young Jeezy & Lil Wayne)                                                           | 118     | 69       | —        | 5 * Stunna                        |
| 2008 | "Lights Get Low" (Freeway featuring Dre & Rick Ross)                                                                                | —       | —        | —        | Free at Last                      |
| 2008 | "Cash Flow" (Ace Hood featuring Rick Ross & T-Pain)                                                                                 | 120     | 55       | —        | Gutta                             |
| 2008 | "Out Here Grindin" (DJ Khaled featuring Akon, Rick Ross, Plies, Lil Boosie, Ace Hood, & Trick Daddy)                                | 38      | 32       | 17       | We Global                         |
| 2008 | "You're Everything" (Bun B featuring Rick Ross, David Banner, 8Ball & MJG)                                                          | —       | 59       | —        | II Trill                          |
| 2008 | "Beam Me Up" (Tay Dizm featuring T-Pain & Rick Ross)                                                                                | —       | 90       | —        | Welcome to the New World          |
| 2008 | "Curtain Call" (Nina Sky featuring Rick Ross)                                                                                       | —       | 79       | —        | The Musical                       |
| 2008 | "Hustlin' Time" (Fuego featuring Rick Ross)                                                                                         | —       | —        | —        | Chosen Few III: The Movie         |
| 2009 | "What It Is" (Gorilla Zoe featuring Rick Ross & Kollosus)                                                                           | —       | 100      | —        | Don't Feed da Animals             |
| 2009 | "Sun Come Up" (Glasses Malone featuring T-Pain, Rick Ross, & Birdman)                                                               | —       | 94       | —        | Beach Cruiser                     |
| 2009 | "Champion" (Ace Hood featuring Rick Ross & Jazmine Sullivan)                                                                        | —       | 58       | —        | Ruthless                          |
| 2009 | "So Sharp" (Mack 10 featuring Jazze Pha, Rick Ross, & Lil Wayne)                                                                    | —       | 80       | —        | Soft White                        |
| 2009 | "Fed Up" (DJ Khaled featuring Usher, Young Jeezy, Rick Ross, & Drake)                                                               | 124     | 45       | 22       | Victory                           |
| 2010 | "Put Your Hands Up" (DJ Khaled featuring Young Jeezy, Rick Ross & Plies)                                                            | —       | 102      | —        | Victory                           |
| 2010 | "All I Do Is Win" (DJ Khaled featuring T-Pain, Ludacris, Snoop Dogg, & Rick Ross)                                                   | 24      | 8        | 6        | Victory                           |
| 2010 | "Hello Good Morning" (Diddy-Dirty Money featuring T.I. & Rick Ross)                                                                 | 27      | 13       | 8        | Last Train To Paris               |
| 2010 | "Pullin' on Her Hair" (Marques Houston featuring Rick Ross)                                                                         | —       | 73       | —        | Mattress Music                    |
| 2010 | "Rap Song" (T-Pain featuring Rick Ross)                                                                                             | 89      | 33       | —        | RevolveR                          |
| 2010 | "Monster" (Kanye West featuring Jay-Z, Rick Ross, Bon Iver, & Nicki Minaj)                                                          | 18      | 30       | 15       | My Beautiful Dark Twisted Fantasy |
| 2010 | "Swagger Right" (RichGirl featuring Rick Ross & Fabolous)                                                                           | —       | —        | —        | RichGirl                          |
| 2010 | "Living Better Now" (Jamie Foxx featuring Rick Ross)                                                                                | —       | 81       | —        | Best Night of My Life             |

## Teledyski
- Hustlin'
- Push It (To The Limit)
- Speedin' (Feat. R. Kelly)
- The Boss (Feat. T-Pain)
- Street Money (Feat. Flo Rida)
- Here I Am (Feat. Nelly & Avery Storm)
- This Is The Life (Feat. Trey Songz)
- Yams (Feat. Triple C’s)
- Throw It In The Sky (Feat. Triple C’s)
- Magic (Feat. Masspike Miles)
- Illustrious (Feat. Triple C’s & Masspike Miles)
- Mafia Music
- Magnificent (Feat. John Legend)
- All I Really Want (Feat. The-Dream)
- In Cold Blood
- Valley Of Death
- Rich Of Cocaine (Feat. Avery Storm)
- Yacht Club (Remix) (Feat. Triple C’s & Magazeen)
- Cigar Music (I Do It) (Feat. Masspike Miles)
- Gunplay (Feat. Gunplay)
- Face (Feat. Trina)
- Boss Lady (Feat. Ne-Yo)
- War (Feat. Triple C’s & Freck Billionaire)
- Go (Feat. Triple C’s & Birdman)
- Lay Back (Feat. Robin Thicke)
- Gangsta Shit (Feat. Triple C’s & The Game)
- Got A Bitch (Feat. Birdman)
- Maybach Music 2.5 (Feat. T-Pain & Pusha T)
- Finer Things (Feat. Triple C’s & Masspike Miles)
- Addicted 2 Money (Feat. Birdman)
- Angels (Remix) (Diddy Feat. Rick Ross)
- Mafia Music 2 (Feat. Chrisette Michele)
- Oh Let's Do It Remix (Waka Flocka Flame Feat. Rick Ross & Diddy)
- Super High (Feat. Ne-Yo)
- B.M.F. (Blowin' Money Fast) (Feat. Styles P)
- Sweet Life (Feat. John Legend)

## Występy gościnne
- 2000: "Ain’t Shit To Discuss"  (Erick Sermon feat. Noah & Rick Ross Tephlon Tha Don)
- 2002: "Told Ya'll"  (Trina feat. Rick Ross)
- 2005: "Bitches & Bizness" (Boyz N Da Hood feat. Rick Ross)
- 2005: "I Gotta" (Trina feat. Rick Ross)
- 2006: "Money Maker" (Too Short feat. Pimp C & Rick Ross)
- 2006: "Born-N-Raised" (DJ Khaled feat. Trick Daddy, Pitbull & Rick Ross)
- 2006: "Holla At Me" (DJ Khaled feat. Lil Wayne, Paul Wall, Fat Joe, Rick Ross & Pitbull)
- 2006: "Watch Out" (DJ Khaled feat. Akon, Styles P, Fat Joe & Rick Ross)
- 2006: "Promiscuous (Remix)" (Nelly Furtado feat. Rick Ross & Timbaland)
- 2007: "I'm a Boss" (Cuntry Boi feat. Rick Ross & Slim Thug)
- 2007: "Roll on Em" (Chingy feat. Rick Ross)
- 2007: "Paper" (Boyz N Da Hood feat. Rick Ross)
- 2007: "Intro" (We the Best) (DJ Khaled feat. Rick Ross)
- 2007: "We Takin’ Over" (DJ Khaled feat. Akon, T.I., Rick Ross, Fat Joe, Birdman & Lil Wayne)
- 2007: "Brown Paper Bag" (DJ Khaled feat. Young Jeezy, Dre, Juelz Santana, Rick Ross, Lil Wayne & Fat Joe)
- 2007: "I’m So Hood" (DJ Khaled feat. T-Pain, Trick Daddy, Rick Ross & Plies)
- 2007: "Bitch I'm from Dade County" (DJ Khaled feat. Trick Daddy, Trina, Rick Ross, Brisco, Flo Rida, C-Ride & Dre)
- 2007: "Brand New" (Yung Joc feat. Snoop Dogg & Rick Ross)
- 2007: "The Dirty South" (Redd Eyezz feat. David Banner, Rick Ross & Brisco)
- 2007: "Cocaine" (UGK feat. Rick Ross)
- 2007: "Feds Takin' Pictures" (DJ Drama feat. Young Jeezy, Willie The Kid, Jim Jones, Rick Ross, Young Buck & T.I.)
- 2007: "I'm Boss" (Ice Water Inc. feat. Rick Ross & Raekwon)
- 2008: "Birthday" (Flo Rida feat. Rick Ross)
- 2008: "Hoodtails" (Bizzy Bone feat. Rick Ross)
- 2008: "Hot Commodity" (Trina feat. Rick Ross)
- 2008: "Spotlight" (Remix) (Jennifer Hudson feat. Rick Ross)
- 2008: "For the Hood" (Remix) (Rob G feat. Rick Ross)
- 2008: "Put Ya Paper on It" (Bloodsport feat. Rick Ross)
- 2008: "Go Hard" (Vic Damone feat. Rick Ross)
- 2008: "I'm Rollin" (Rome feat. Rick Ross, C-Ride, Dre & Joe Hound)
- 2008: "Shone" (Remix) (Ball Greezy feat. Rick Ross)
- 2008: "Get It" (Charlie Hustle feat. Rick Ross & K.C.)
- 2008: "I Just Wanna" (BSU feat. Rick Ross, Brisco & Haitian Fresh)
- 2008: "Wipping the Bass" (Unsivilized feat. Rick Ross)
- 2008: "Put Em on the Line" (Diego feat. Rick Ross)
- 2008: "I'm So High" (Grind Mode feat. Rick Ross)
- 2008: "You See Da Boss" (Cash Crop feat. Rick Ross)
- 2008: "Singe Again" (Remix) (Trina feat. Rick Ross, Plies & Lil Wayne)
- 2008: "A Miracle" (Webbie feat. Rick Ross & Birdman)
- 2008: "In the Ayer" (Remix) (Flo Rida feat. Rick Ross & Brisco)
- 2008: "Touch My Body" (Tricky Remix) (Mariah Carey feat. Rick Ross & The-Dream)
- 2008: "Ecstasy" (Danity Kane feat. Rick Ross)
- 2008: "Activate" (Natasia Pena feat. Rick Ross)
- 2008: "Hustlin' Time" (Fuego feat. Rick Ross)
- 2008: "Died in Ya Arms" (Remix) (Smitty feat. T-Pain, Junior Reid & Rick Ross)
- 2008: "6 in the Morning" (Remix) (Sean Garrett feat. Rick Ross)
- 2008: "Curtain Call" (Nina Sky feat. Rick Ross)
- 2008: "U Ain’t Him" (Nelly feat. Rick Ross)
- 2008: "Money Right" (Flo Rida feat. Brisco & Rick Ross)
- 2008: "Straight out the Rarri" (Young Jeezy feat. Rick Ross)
- 2008: "Southern Gangster" (Ludacris feat. Rick Ross & Playaz Circle)
- 2008: "King of the World" (Razah feat. Rick Ross & Bun B)
- 2008: "Durty South" (Three 6 Mafia feat. Slim Thug, Busta Rhymes & Rick Ross)
- 2008: "Dope Boys Dream" (Red Eyezz feat. Rick Ross & Bun B)
- 2008: "Out Here Grindin" (DJ Khaled feat. Akon, Rick Ross, Plies, Lil Boosie, Ace Hood & Trick Daddy)
- 2008: "Go Ahead" (DJ Khaled feat. Fabolous, Rick Ross, Flo Rida, Fat Joe & Lloyd)
- 2008: "Bullet" (DJ Khaled feat. Rick Ross & Baby Cham)
- 2008: "Blood Money" (DJ Khaled feat. Brisco, Rick Ross, Ace Hood & Birdman)
- 2008: "Foolish" (Remix) (DJ Khaled feat. Shawty Lo, Birdman, Rick Ross & Jim Jones)
- 2008: "Dope Boys Dream" (Red Eyezz feat. Rick Ross & Bun B)
- 2009: "Get It Together" (Masspike Miles feat. Rick Ross)
- 2009: "Wrong Lover" (J.Holiday feat.Rick Ross)
- 2009: "Fruity" (Ace Boon Coon feat. Rick Ross and Young Dro)
- 2009: "Dope Boys Remix" (The Game feat. Rick Ross & Antagonist)
- 2009: "Cause A Scene (Remix)" (Teairra Mari feat. Flo Rida and Rick Ross)
- 2009: "Yayo" (Flo Rida feat. Brisco, Billy Blue, Ball Greezy, Rick Ross, Red Eyezz, Bred, Pitbull, & Ace Hood)
- 2009: "Throw Em In The Sky (Rick Ross feat. Frank Lini & Triple C)
- 2009: "I'm Fresh" (DJ Drama feat. Mike Jones, Rick Ross, & Trick Daddy
- 2009: "You Should've Killed Me"  (K. Michelle feat. Rick Ross)
- 2009: "Chevy Anthem (Remix)" (Mon E.G. feat. Rick Ross & Yo Gotti)[4]
- 2009: "Imma Zoe" (Black Dada feat. Rick Ross & Birdman)
- 2009: "911" (Shawty Lo feat. Rick Ross, Bun B & Lyfe Jennings)
- 2009: "All About the Money" (Gucci Mane feat. Rick Ross)
- 2009: "On My Side" (Remix)  (D. Woods feat. Rick Ross)[5]
- 2010: "Whitney and Bobby"  (Jay'ton feat. Rick Ross, Trae & Young Buck)
- 2010: "Everything You Want"  (Aaron Da JEDI Feat. Rick Ross & Usher)
- 2010: "Fed Up" (DJ Khaled feat. Usher, Young Jeezy, Rick Ross & Drake)
- 2010: "Put Your Hands Up" (DJ Khaled feat. Young Jeezy, Rick Ross & Pli es)
- 2010: "All I Do Is Win" (DJ Khaled feat. T-Pain, Ludacris, Rick Ross & Snoop Dogg)
- 2010: "Rude Boy (Remix)" (Rihanna feat. Rick Ross)
- 2010: "Inkredible" (Trae feat. Lil Wayne & Rick Ross)
- 2010: "I Am The Streets" (Trae feat. Rick Ross, Game & Lloyd)
- 2010: "Hello Good Morning" (Diddy Dirty Money feat. T.I. & Rick Ross)
- 2010: "Not Like My Girl" (Avery Storm feat. Rick Ross)
- 2010: "Window Seat" (Erykah Badu feat. Rick Ross)
- 2010: "Find Your Love" (Drake feat. Rick Ross)
- 2010: "All In One Swipe" (Mack Maine feat. Rick Ross & Birdman)
- 2010: "Pullin' On Her Hair" (Marques Houston feat. Rick Ross)